# Ла Коста ди Готра (Парма)
Ла Коста ди Готра је насеље у Италији у округу Парма, региону Емилија-Ромања.
Према процени из 2011. у насељу је живело 16 становника. Насеље се налази на надморској висини од 627 м.